# Zvezdan Čebinac
Zvezdan Čebinac (Belgrado, 8 december 1939 – Aarau, 18 februari 2012) was een Servisch-Zwitsers  voetballer, die doorgaans als middenvelder speelde. Hij kwam twintig keer voor het Joegoslavisch voetbalelftal uit, waarbij hij viermaal scoorde. Čebinac speelde tijdens zijn voetballoopbaan onder meer een seizoen voor PSV.

## Sportieve loopbaan
Čebinac werd drie keer landskampioen met Partizan Belgrado en in het seizoen '67-'68 kampioen van Duitsland, met 1. FC Nürnberg.
Na zijn actieve voetbalcarrière bleef hij in Zwitserland actief als trainer. Tussen 1972 en 1980 had Čebinac FC Nordstern Basel onder zijn hoede, van '81 tot '83 FC Grenchen, van '82-'84 FC Aarau, van '85-'87 FC Wohlen, in '86/'87 opnieuw FC Grenchen, in '88 wederom FC Wohlen en in '88/'89 BSC Old Boys Basel .
Čebinac kwam met Joegoslavië onder meer uit op het Europees kampioenschap voetbal 1960, waar zijn land de finale haalde. Zvezdans tweelingbroer, Srđan Čebinac, kwam ook (eenmaal) voor het Joegoslavisch voetbalelftal uit. De broers stonden als trainer tegenover elkaar toen Srđan tussen '73 en '76 FC Aarau trainde.

## Carrièreoverzicht
| Seizoen  | Club               | Competitie            | Wedstrijden | Doelpunten |
| -------- | ------------------ | --------------------- | ----------- | ---------- |
| 1958-'64 | Partizan Belgrado  | Prva Liga             | 86          | 9          |
| 1964-'65 | Rode Ster Belgrado | Meridian Superliga    | 13          | 2          |
| 1966-'67 | PSV                | Eredivisie            | 31          | 5          |
| 1967-'69 | 1. FC Nürnberg     | Bundesliga            | 55          | 6          |
| 1969-'71 | Hannover 96        | Bundesliga            | 28          | 2          |
| 1971-'72 | Germania Wiesbaden | Bundesliga            | ?           | ?          |
| 1972-'75 | FC Nordstern Basel | Ligue Nationale A / B | ?           | ?          |